# Lymers FC
El Lymers FC es un equipo de fútbol de Anguila fundado en 2018 y que juega en la Liga de Fútbol de Anguila.

## Historia
La temporada 2020 finalizó sexto lugar en la clasificación con tres victorias, cero empates y seis derrotas, obteniendo 9 puntos. No logró clasificar a la Fase final.
Su uniforme y colores característicos son el rosa y el negro en franjas horizontales.
| Temporada | Posición | Resultado |
| --------- | -------- | --------- |
| 2020      | 5.º      |           |
| 2021      | 6.º      |           |
| 2022      | 2.º      | 4.º lugar |
| 2023      | 6.º      |           |
| 2024      | 6.º      |           |